# Керебеляк
Керебеляк (мар. Памашсола) — село в Звениговском районе Республики Марий Эл. Входит в состав Шелангерского сельского поселения.

## География
Находится в южной части республики Марий Эл на расстоянии приблизительно 43 км по прямой на северо-восток от районного центра города Звенигово.

## История
Известно с 1844 года как деревня с 87 дворами и 485 жителями, в 1864 году отмечено 618 человек, в 1917—572. С 1899 года село (после постройки Петропавловской церкви). В 1926 году здесь проживали 516 человек (489 — мари, 27 — русские). В советское время работали сельхозартель «У илыш» («Новая жизнь»), колхозы «Нурда», «Прогресс», совхоз «Кожласолинский».

## Население
Население составляло 228 человек (мари 87 %) в 2002 году, 189 в 2010.